# Ni una menos

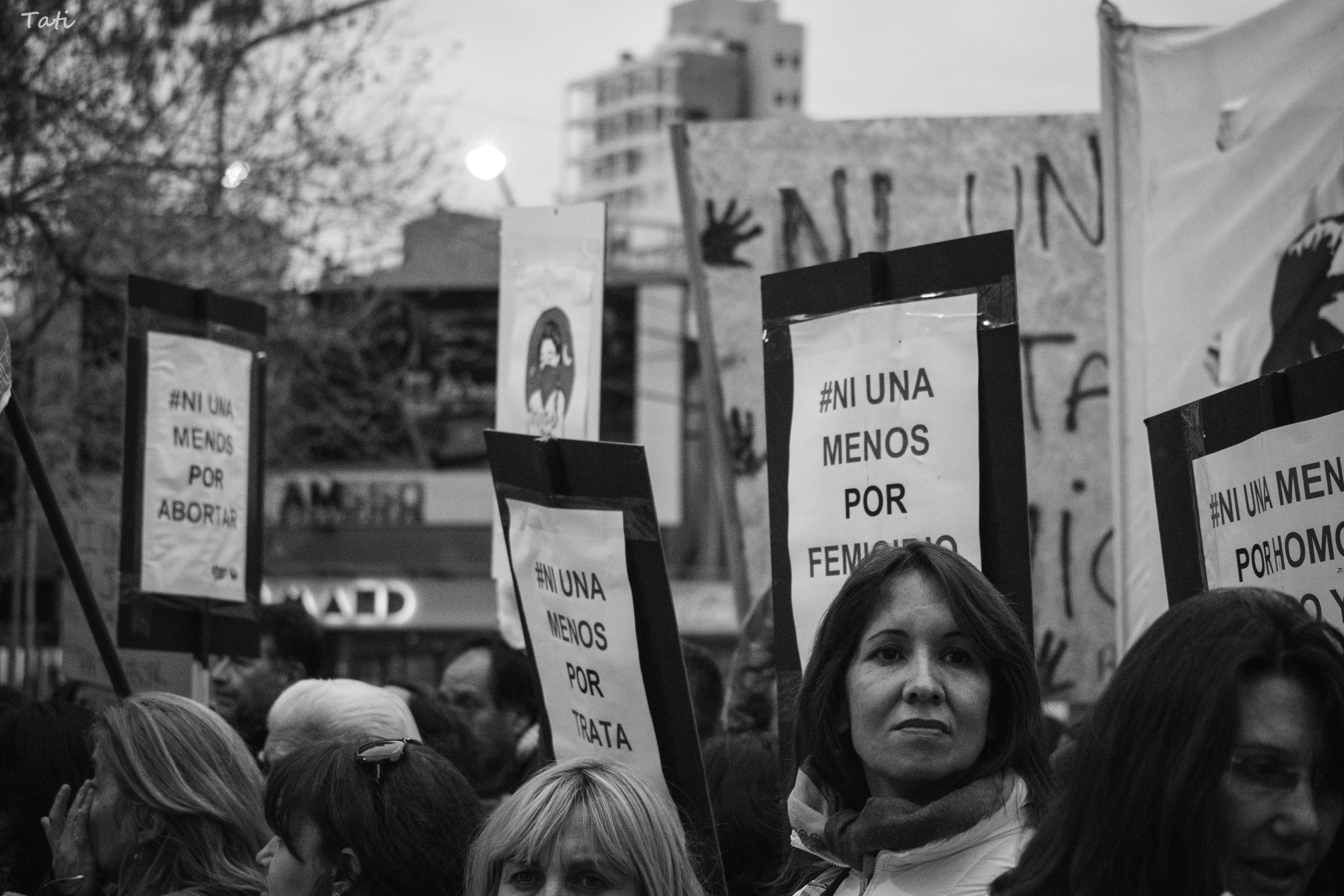
Демонстрация 3 июня 2016 года

Ni una menos (с исп. — «Ни одной [женщиной] меньше») — латиноамериканское феминистское движение четвёртой волны, возникшее в Аргентине и распространившееся по нескольким странам Латинской Америки, которое проводит кампании против гендерного насилия.
На своём официальном сайте Ni una menos определяет себя как «коллективный крик против мачистского насилия». Кампания была начата коллективом аргентинских женщин-художниц, журналисток и ученых, и выросла в «континентальный альянс феминистских сил». Движение регулярно проводит акции протеста против убийств женщин, но также затрагивает такие темы, как гендерные роли, сексуальные домогательства, гендерный разрыв в оплате труда, сексуальная объективация, законность абортов, права секс-работников и права трансгендеров.

## История
Движение получило национальную известность благодаря использованию в социальных сетях хэштега #NiUnaMenos, под упоминанием которого 3 июня 2015 года прошли массовые демонстрации, главным местом сбора которых стал Дворец Национального конгресса Аргентины. Протест был организован после убийства 14-летней Кьяры Паес, найденной 11 мая погребенной под домом своего парня, потому что она хотела оставить ребёнка, а он не хотел, поэтому забил её до смерти, когда она была на первых неделях беременности. Вирусный феномен, распространившийся на такие страны, как Уругвай и Чили, смог собрать около 200 000 человек в одном только Буэнос-Айресе.
3 июня 2016 года многолюдная демонстрация вновь прошла по самым важным городам Аргентины под новым лозунгом #VivasNosQueremos (рус. #МыХотимЖить); демонстрация также была проведена в Монтевидео, Уругвай, и Сантьяго, Чили. Демонстрация #NiUnaMenos также прошла в Лиме, Перу, 13 августа 2016 года, тысячи людей собрались перед Дворцом правосудия. Газета La República посчитала её крупнейшей демонстрацией в истории Перу.
19 октября 2016 года коллектив Ni una menos организовал первую в истории массовую забастовку женщин в Аргентине в ответ на убийство 16-летней Лусии Перес, которая была изнасилована и заколота в прибрежном городе Мар-дель-Плата. Она заключалась в часовом перерыве в работе и учёбе в начале дня, а протестующие были одеты в траурные одежды, что было известно как Miércoles negro (рус. «Черная среда»). Эти протесты приобрели региональный масштаб и придали движению международный импульс: уличные демонстрации прошли также в Чили, Перу, Боливии, Парагвае, Уругвае, Сальвадоре, Гватемале, Мексике и Испании. Неделю спустя акция протеста прошла и в Рио-де-Жанейро, Бразилия, что было расценено как "«еще один явный признак того, что Ni una menos стала призывом к сплочению в регионе».
8 марта 2017 года Ni una menos приняли участие в Международной женской забастовке. Инициаторами забастовки в США стали лидеры «Марша женщин на Вашингтон», которые в письме-призыве в газете The Guardian указали на Ni una menos как на источник вдохновения.
После первого #NiUnaMenos в 2015 году в Аргентине каждый год 3 июня проходят демонстрации.
В 2016 году аргентинские ученые Хулиан Петрулевичус и Педро Гутьеррес назвали Tupacsala niunamenos, вид стрекоз, найденный в Ла-Риохе, в честь движения. Род Tupacsala был выбран в честь Тупака Амару II и названной в его честь организации под руководством Милагро Сала.

## Происхождение названия
Коллектив получил свое название от фразы мексиканского поэта и активистки Сусаны Чавес Ni una muerta más (рус. «Больше ни одной смерти [женщины]»), произнесенной в 1995 году в знак протеста против убийств женщин в Сьюдад-Хуаресе. Сама Чавес была убита в 2011 году, после чего фраза стала «символом борьбы». Первая акция протеста, организованная Ni una menos, прошла в Реколета, Буэнос-Айрес, 26 марта 2015 года и состояла из марафона чтения, выступлений и кинопоказов; катализатором события стало убийство Дайаны Гарсия, найденной мертвой в мешке для мусора 16 марта.

## Достижения
- Легализация абортов в Аргентине в 2020 году: 30 декабря 2020 года в Аргентине были легализованы аборты в первом триместре беременности[25][26]. Пятилетние протесты Ni una menos были признаны решающим фактором для изменения законодательства[25][26];
- Создание Реестра фемицидов[27];
- Создание Центра регистрации, систематизации и мониторинга убийств женщин, сформированного для учёта количества случаев гендерного насилия.

## Критика
Движение подвергалось критике со стороны некоторых журналистов, особенно с 2017 года, за некоторые из своих требований, например, требование свободы Милагро Сала.